# 高等学校教員
高等学校教員（こうとうがっこうきょういん）は、高等学校における教員である。高等学校に置かれる職員のうち、おおむね、副校長、教頭、主幹教諭、指導教諭、教諭、助教諭、講師、養護教諭、養護助教諭、栄養教諭などの職員が該当する（教員の職階なども参照）。
このうち、「副校長」「教頭」「養護をつかさどる主幹教諭」「栄養の指導及び管理をつかさどる主幹教諭」「養護教諭」「養護助教諭」「栄養教諭」でない者は、原則として「高等学校の教員の免許状」を有していなければならない。

## 概要
高等学校において生徒の教育をつかさどる（学校教育法）。中等教育学校において後期課程を担任する教諭の仕事には、高等学校教諭の仕事とほとんど同じものも多い。
生徒の発達において、生徒の教育のほか、安全管理、生徒の健康面での管理、生徒保護のための不審者対策の業務等も行う。それぞれの教科等に応じた高等学校教諭普通免許状（専修・一種）を有していなければならない。中高一貫校においては、高等学校教員が中学校（前期中等教育）の授業を担当する場合もあるため、中学校教諭普通免許状（特に、専修ないしは一種）もあわせて保有する必要のある学校もある。また、高等学校の教員でも、中学校教諭普通免許状もあわせて保有する教員もいる。なお、高等学校教諭の普通免許状に二種免許状はない。

### 全国の高等学校教員の数
| 年度                   | 男        | 女       | 計        |
| ---------------------- | --------- | -------- | --------- |
| 2001年度（平成13年度） | 196,945人 | 69,603人 | 266,548人 |
| 2008年度（平成20年度） | 172,431人 | 68,795人 | 241,226人 |
| 2009年度（平成21年度） | 170,144人 | 69,198人 | 239,342人 |
| 2010年度（平成22年度） | 168,652人 | 70,277人 | 238,929人 |
| 2011年度（平成23年度） | 166,767人 | 70,759人 | 237,526人 |

## 高等学校教員の免許状
- 普通免許状の基礎資格
  - 専修免許状[注釈 1]＝修士の学位を有する者[注釈 4]
  - 一種免許状[注釈 2]＝学士の学位を有する者[注釈 5]

ただし、学位は教育職員免許法第5条第1項「別表第1」適用時。なお、教育職員検定ないしは教員資格認定試験（現在は休止中）の場合は、学位がなくとも一種の普通免許状が取得できるので、陸上無線技術士、海技士などの資格がある場合に限り、高等学校（中等教育学校を含む）以上の学校を卒業していること（専門学校卒業者または高等専門学校卒業者を含む）。
- 二種に匹敵する免許状は、現在、存在しない（養護教諭、栄養教諭を除く）[注釈 3][注釈 6]。

| 免許状の種類 | 区分 | 教科・領域                       | 内容                           | 有効期間 |
| ------------ | ---- | -------------------------------- | ------------------------------ | -------- |
| 高等学校教諭 | 専修 | 32教科、8科目・領域 （別記参照） | - 教科等を担任する             | なし     |
| 高等学校教諭 | 一種 | 32教科、8科目・領域 （別記参照） | - 教科等を担任する             | なし     |
| 養護教諭     | 専修 | －                               | - 学校内の養護をつかさどる     | なし     |
| 養護教諭     | 一種 | －                               | - 学校内の養護をつかさどる     | なし     |
| 養護教諭     | 二種 | －                               | - 学校内の養護をつかさどる     | なし     |
| 栄養教諭     | 専修 | －                               | - 栄養の指導・管理をつかさどる | なし     |
| 栄養教諭     | 一種 | －                               | - 栄養の指導・管理をつかさどる | なし     |
| 栄養教諭     | 二種 | －                               | - 栄養の指導・管理をつかさどる | なし     |

### 教科・科目（領域）
- 教科（教育職員免許法に基づく）。
  - 国語、地理歴史、公民、数学、理科、音楽、美術、工芸、書道、保健体育、保健、看護、看護実習、家庭、家庭実習、情報、情報実習、農業、農業実習、工業、工業実習、商業、商業実習、水産、水産実習、福祉、福祉実習、商船、商船実習、職業指導、外国語（英語、ドイツ語、フランス語、その他の外国語に分ける。）及び宗教
- 科目（法に掲げる教科の領域の一部、文部科学省令に基づく）
  - 柔道、剣道、情報技術、建築、インテリア、デザイン、情報処理、計算実務

### 免許状を取得する方法
- 基本的には、教職課程がある大学などで必要な単位を修得して卒業する。
  - 高等学校教員の教職課程が設置されている大学では、教育学部以外の一般の学部（文学部、法学部、経済学部、理工学部など）であっても、4年間の在学期間中に必要単位が履修できるようになっている場合が多い。各学部の卒業に必要な単位がそのまま課程認定単位（「教科に関する科目」）となっている場合が多く、それに追加して教育実習等の「教職に関する科目」を履修するのが一般的である。
  - 工業の教科の免許状については、特例により、教育実習等の一部「教職に関する科目」を修得しなくても免許状の取得が可能となっている（教育職員免許法・附則11。教科科目により代替可能）。ただし、大学や地域によっては、特例を利用する場合であっても、教職科目の修得の努力が推奨されている場合もある。
- 陸上無線技術士、海技士などの資格（学位不要）、または、実業学科（農業、工業、商業、水産、看護等）を専攻した学士を有する者などで、その分野における実務経験のある者については、教育職員検定を経て取得することが出来る。
- 隣接校種（中学校）の普通免許状（ただし、二級免許状または二種免許状を除く）を授与されている教員の経験者は、教育職員検定により取得することもできる（別表8）。
- 同校種（高等学校教員）の普通免許状を授与されている者が他教科の免許状を取得する場合には、実務経験不要で教育職員検定を受けて免許状を取得することができる（ただし、取得する教科に応じた指導法や教科に関する単位を修得する必要がある。別表4）。
  - あるいは、単位を修得する大学等にて、教科教育以外の「教職に関する科目」の単位認定を受け、教科教育相当の科目と「教科に関する科目」、「教科又は教職に関する科目」の履修により、別表1での申請も可能（ただし、1999年以前入学者に適用される旧法にて授与申請した免許状を保有している場合、旧法では規定されていなかった「施行規則に定める科目」が2000年度以降あるいは2010年度以降入学者に適用されるものがあるため（教職論・教育課程論・総合演習 / 教職実践演習などに相当する科目）、読替不可能な科目が発生することから、新たに受ける免許状の修得すべき単位が一部増加する場合がある。また、単位数が2000年以降入学者から増加した科目群もある）。

#### 備考
- 高等学校教員の普通免許状は、2003年までは一部の教科に限り教員資格認定試験（教員認定試験）に合格することでも取得することができていたが、教育職員検定によって高等学校教員の普通免許状を取得することができることのかねあいなどから、2004年以降は高等学校教員資格認定試験は基本的に行われていない。